# Estancia San Pedro
Estancia San Pedro est une localité rurale argentine située dans le département d'Uruguay et dans la province d'Entre Ríos.

## Démographie
La population de la ville, c'est-à-dire à l'exclusion de la zone rurale, était de 64 habitants en 2001.

## Histoire
L'estancia est l'une des plus anciennes de la province, ayant été achetée en 1846 par Justo José de Urquiza et gérée par ses descendants jusqu'à sa vente en 2005, date à laquelle elle a été utilisée pour le tourisme rural. Elle couvre 6 500 hectares de production agricole et d'élevage. Il y a une église catholique. À l'origine, il n'y avait pas de maison sur la ferme en raison de la courte distance qui la séparait de San José, mais plus tard une maison a été construite pour l'administrateur. Luis María Campos, qui a épousé la fille d'Urquiza, a annexé plusieurs autres champs au domaine, complétant ainsi 70 000 hectares. Pour une telle propriété, un village entier était formé pour son administrateur, qui abritait environ 400 personnes. Le parc de 180 hectares qui entoure la maison principale a été conçu par Carlos Thays, et la maison a été conçue en 1928 dans le style Tudor. Une boulangerie, une école, une infirmerie et même une épicerie ont été construites dans le village.